# Réserve naturelle nationale des gorges de l'Ardèche
La réserve naturelle nationale des gorges de l'Ardèche (RNN41) est une réserve naturelle nationale située dans les régions Occitanie et Auvergne-Rhône-Alpes. Classée en 1980 avec une superficie de 1 572 hectares, elle a été étendue en 2018 sur  1 950 hectares et protège les gorges de l'Ardèche.

## Localisation

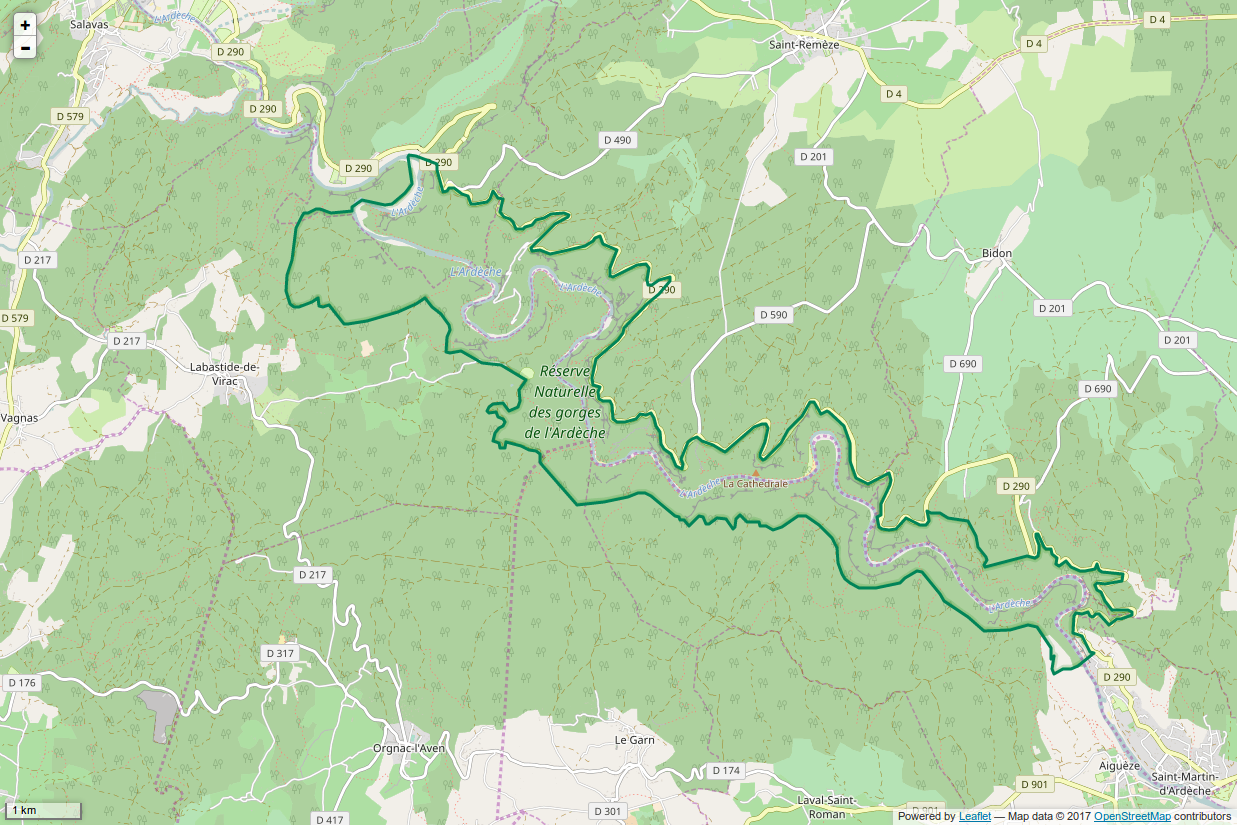
Périmètre de la réserve naturelle.

Le territoire de la réserve naturelle est dans les départements de l'Ardèche, dans la région Auvergne-Rhône-Alpes, et du Gard dans la région Occitanie. Il recouvre une grande partie des Gorges de l'Ardèche sculptées par la rivière Ardèche. La réserve naturelle se situe sur les communes de d'Aiguèze, Bidon, Le Garn, Labastide-de-Virac, Saint-Marcel-d'Ardèche, Saint-Martin-d'Ardèche, Saint-Remèze et Vallon-Pont-d'Arc.

## Écologie (biodiversité, intérêt écopaysager…)

### Flore
La végétation des gorges de l'Ardèche constitue la frange la plus nordique des paysages de type méditerranéen. On y trouve, au sein d'un important massif forestier, des espèces qui ont dû s'adapter aux longues périodes de sècheresses et au sol calcaire. Elles trouvent ici, souvent, la limite de leur aire de répartition. De plus, au début du siècle, les coupes de bois effectuées tous les 20-30 ans ainsi que l'intense activité agricole sur les plateaux ont permis de favoriser une mosaïque de végétaux de plus de 500 espèces.
Dans les garrigues on trouve les chênes vert et pubescent, l'orme, le frêne, le genévrier de Phénicie, le genevrier cade, le troène. Les bords de rivière sont peuplés de saules blancs, pourpres et drapés ainsi que de peupliers, d'érables et d'alisiers torminal.
Parmi les plantes, on peut citer le pavot cornu, la lampourde glouteron, la salsepareille, le cornouiller, l'alysson à gros fruits et l'orlaya.

### Faune
En ce qui concerne les mammifères, la population de castors est estimée à une trentaine d'individus. On trouve également la Genette et 18 espèces de chauve-souris.
L'avifaune dans la réserve, dont les biotopes sont divers et originaux, est variée et riche en espèces. Les milieux rupestre offrent des sites privilégiés de nidification pour les oiseaux. L'Aigle de Bonelli est l'espèce de rapace la plus menacée en France. Elle est estimée a une quinzaine de couples. On trouve également le faucon pèlerin, l'hirondelle de rochers, le circaète et le vautour percnoptère.
De par la variété des milieux, les reptiles et amphibiens sont bien représentés dans la région. Citons la Salamandre tachetée, le Triton palmé, le Lézard ocellé, la Couleuvre de Montpellier, la Coronelle girondine et la Vipère aspic.
Dans les Gorges, la rivière est caractérisée par une alternance de rapides et de zones d'eaux calmes et profondes ce qui permet une diversification de la faune aquatique. L'inventaire des poissons compte le Hotu, le Barbeau, le Chevaine, le Spirlin, le Goujon, le Toxostome, l'Apron, la Carpe, le Gardon, la Perche et l'Anguille. L'Alose est en cours de re-colonisation.

### État, pressions ou menaces, réponses

#### Fréquentation touristique
La forte fréquentation touristique estivale est la plus grande menace sur le site. Plus de 100 000 personnes descendent chaque année les gorges en canoé et en kayak, auquel il faut rajouter les randonneurs ou ceux venus pour d'autres activités sportives ou touristiques. Pour limiter leur impact, le bivouac sauvage est interdit dans la réserve. Le camping, en tente uniquement, n'est autorisé que dans les bivouacs de Gaud et du Gournier, gérés par le SGGA, et au camping naturiste de la Plage des Templiers, seul camping encore existant au fond des gorges parmi les quatre autorisés par le décret du 14 janvier 1980.

#### Espèces invasives
L'ambroisie s'est installée depuis plusieurs années dans les gorges et tend à coloniser massivement les plages de galets durant la période estivale. Le cycle de vie de l'ambroisie est parfaitement adapté aux étiages estivaux longs de l'Ardèche qui lui permettent de pousser et de produire ses graines avant les crues de l'automne. Un arrêté préfectoral rend obligatoire son élimination, y compris pour les gestionnaires de l'espace public. Le syndicat de gestion des Gorges de l'Ardèche organise des opérations de sensibilisation et d'arrachage qui semblent porter leur fruit. 
La Balsamine de l'Himalaya est également considérée comme invasive dans les Gorges de l'Ardèche. Elle est très répandue et apprécie les zones ombragées. 
La Pyrale du buis a fait une apparition brutale en 2015 dans le sud de l'Ardèche et a détruit en deux ans une part importante des buis de la ripisylve et de la garrigue des Gorges de l'Ardèche. 

## Intérêt touristique et pédagogique
Les Gorges de l'Ardèche et leurs plateaux attirent chaque année de nombreux visiteurs avides de découverte, d'évasion, et d'activités de pleine nature. Il s'agit d'un des sites les plus visités du département de l'Ardèche et des environs. De très nombreuses activités sont possibles : la spéléologie, l'escalade, la descente des gorges en canoë, en kayak ou en barque, la randonnée, …

## Galerie de photo

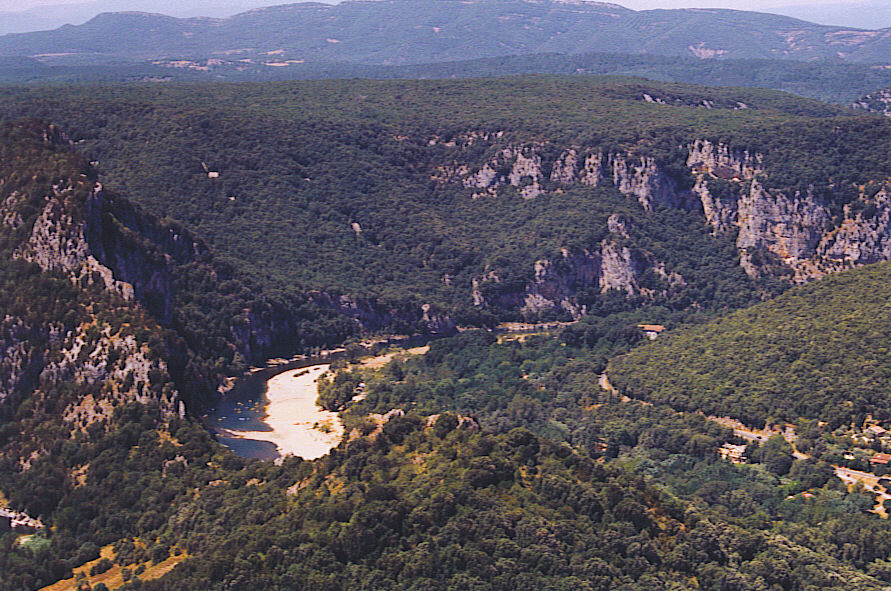
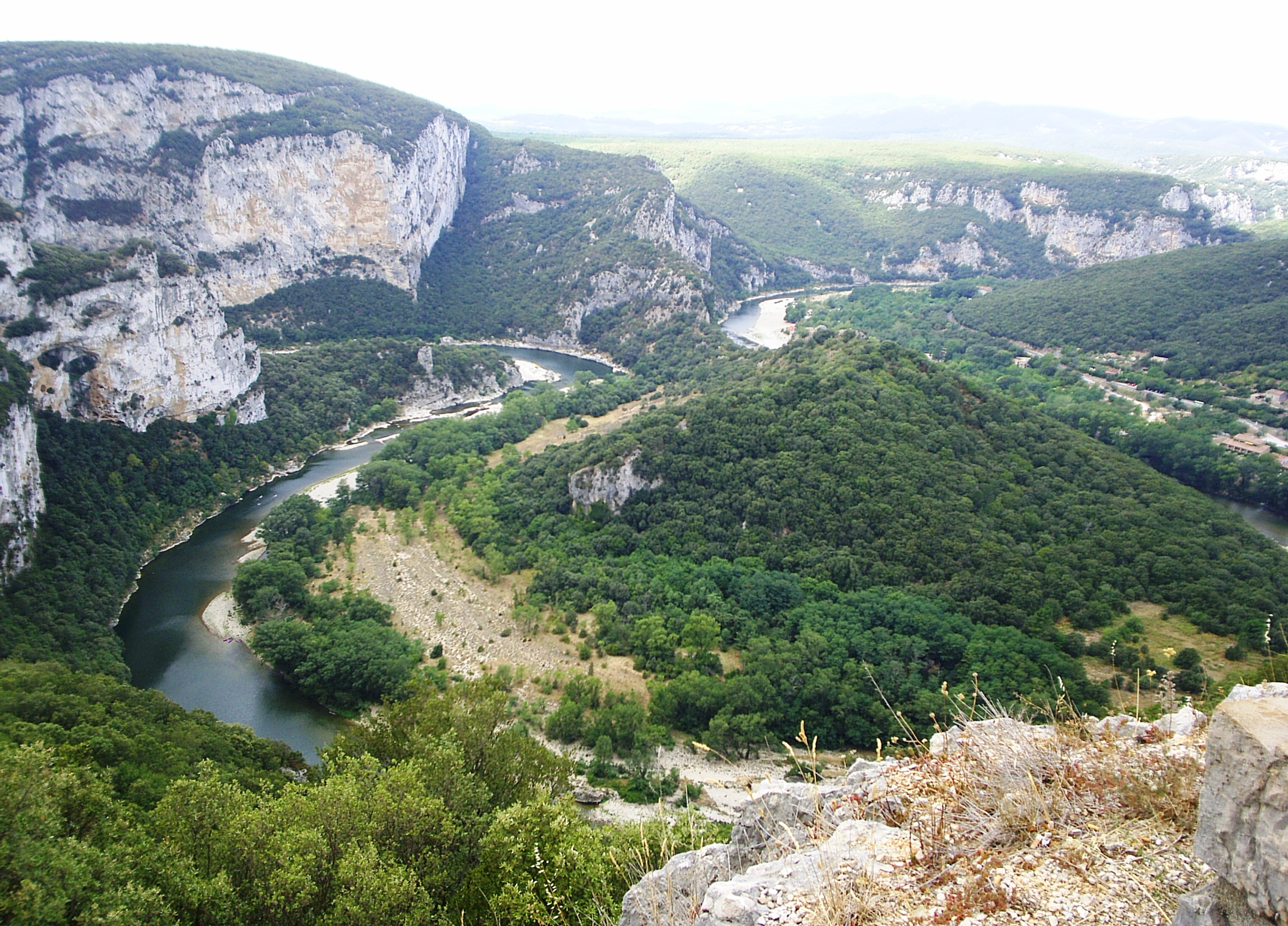

## Administration, plan de gestion, règlement
La réserve naturelle est gérée par le Syndicat de gestion des gorges de l'Ardèche (SGGA).

### Outils et statut juridique
La réserve naturelle a été créée par le décret no 80-27 du 14 janvier 1980. Le périmètre a été étendu par le décret no 2018-964 du 8 novembre 2018.